# Jörl
Jörl (danska: Jørl) är en kommun i Kreis Schleswig-Flensburg i förbundslandet Schleswig-Holstein i Tyskland.
Kommunen ingår i kommunalförbundet Amt Eggebek tillsammans med ytterligare sju kommuner.